# The Web Planet
The Web Planet (La planète de toile d'araignée) est le treizième épisode de la première série de la série télévisée britannique de science-fiction Doctor Who, diffusé pour la première fois en six parties hebdomadaires du 13 février au 20 mars 1965. Écrit par le scénariste Bill Strutton, cet épisode voit le Docteur et ses compagnons sur une planète où les insectes semblent être la forme de vie la plus évoluée.

## Accroche
Le TARDIS semble avoir été attiré par une planète et ne plus pouvoir en repartir. Alors que le Docteur et Ian sont allés explorer ce lieu étrange, Barbara est tout à coup attirée par une force mystérieuse, tandis que le TARDIS s'approche sans raison d'un lieu inconnu au centre de la planète.

## Casting
- William Hartnell — Le Docteur
- Jacqueline Hill — Barbara Wright
- William Russell — Ian Chesterton
- Maureen O'Brien — Vicki
- Catherine Fleming — Voix d'Animus
- Roslyn de Winter — Vrestin
- Arne Gordon — Hrostar
- Arthur Blake — Hrhoonda
- Jolyon Booth — Prapillus
- Jocelyn Birdsall — Hlynia
- Martin Jarvis — Hilio
- Ian Thompson — Hetra
- Barbara Joss — Nemini
- Robert Jewell, Jack Pitt, Gerald Taylor, Hugh Lund, Kevin Manser, John Scott Martin — Les Zarbis

## Résumé

### The Web Planet
Le TARDIS est forcé à atterrir sur une planète désolée et son énergie semble avoir été drainée. Vicki semble être la seule à entendre un bruit strident que le Docteur attribue aux ultrasons, audibles par les animaux et les jeunes personnes. Pendant qu'elle se repose, Ian et le Docteur explorent la planète. Au cours de leur exploration ; peu après que le stylo en or de Ian disparaisse dans les airs, ils découvrent un liquide qui n'est autre que de l'acide corrosif (que le Docteur reconnaît comme étant de l'acide formique). Ils se retrouvent alors face à une étrange pyramide. Pendant ce temps le bras de Barbara, où se trouve le bracelet en or que lui avait offert Néron, semble être la proie d'étranges perturbations et la force à sortir hors du TARDIS, attirée par une sorte de pouvoir hypnotique.
Alors que Vicki se trouve à l'intérieur du TARDIS, celui-ci se déplace tout seul, aimanté par une étrange force.

### The Zarbi
Dans sa marche, Barbara est accostée par des créatures de taille humaine à mi-chemin entre des abeilles et des papillons, les Menoptras, qui prennent son bracelet et le jettent dans l'acide, action salvatrice qui fait sortir Barbara de sa transe. Alors qu'ils l'interrogent, les Menoptras sont attaqués par des créatures semblables à des fourmis géantes, les Zarbis. À la recherche de son vaisseau, le Docteur explique à Ian qu'ils doivent être sur la planète Vortis. Ils sont attaqués par des Zarbis qui les emmènent vers le nid où se trouvent le TARDIS et Vicki.
Barbara est rattrapée et est forcée à porter un collier en or ce qui la pousse à obéir à une conscience supérieure. Elle participe donc à une attaque des Zarbis contre les Menoptras. Amenée au "cratère des aiguilles", un des Menoptras lui enlève son collier et lui apprend qu'ils ont été faits prisonniers. Dans le nid, le Docteur se fait appeler par télépathie par une sorte de conscience supérieure.

### Escape to Danger
La conscience, qui dit être Animus, la reine des Zarbis, accuse le Docteur de faire partie des Menoptras, ses ennemis. Celui-ci lui promet de coopérer avec elle pour détecter les Menoptras, mais une fois à l'intérieur du TARDIS il demande à Ian de retrouver Barbara pendant qu'il tentera de négocier le retour d'énergie du TARDIS. Ian s'enfuit, et peu après le Docteur apprend que les Zarbis sont effrayés par les araignées. S'étant défait de Zarbis dans sa fuite, et étant poursuivi par ces derniers, Ian s'acquiert la sympathie de Vrestin, une Menopterienne, qui lui annonce qu'Animus est une force étrangère à leur planète qui a pris le contrôle des Zarbis avec lesquels les Menoptras vivaient paisiblement auparavant. Elle lui apprend également que depuis l'arrivée d'Animus, des lunes sont apparues de nulle part dans le ciel, où ceux des siens qui ont pu ont trouvé refuge, les autres, les ailes arrachées, étant forcés de travailler pour Animus. Alors qu'ils sont poursuivis par des Zarbis, ils tombent dans une caverne, le sol s'étant effondré sous eux.

### Crater of Needles
Ian et Vrestin sont entourés par des mystérieuses créatures. Il s'agit de larves, les Opteras, lointains descendants des Menoptras qui n'ont pas fui Animus. Les Opteras demandent à soumettre Ian et Vrestin à leur oracle. Obligée de travailler dans des mines, Barbara apprend que son travail sert à alimenter le Carsinome, le lieu où vit Animus. Ce dernier finit par comprendre que le Docteur tente de minimiser l'importance de ses informations et ordonne à ses Zarbis de leur mettre un harnais en or afin qu'ils soient soumis à son pouvoir.
Les larves reconnaissent en Vrestin comme une sorte de déesse, de par ses ailes. Quant à Barbara, elle se retrouve engagée dans une bataille entre les Menoptras qui viennent de débarquer et les Zarbis, bataille qui semble perdue d'avance pour les Menoptras.

### Invasion
Barbara est emmenée par les Menoptras survivants et se retrouve dans le temple de la lumière, composé de tunnels creusés par les Menoptras qui vouent un culte à la lumière. Ceux-ci expliquent à Barbara qu'ils n'y connaissent rien à la guerre et elle promet de les aider. Ils lui apprennent qu'une arme nommée le "destructeur de cellules" existe. Distrait par l'attaque des Menoptras, Animus ne s'aperçoit pas que Vicki n'est pas sous l'influence du harnais. Elle libère le Docteur et grâce à la bague de ce dernier, ils renversent le pouvoir du harnais pour forcer un Zarbi à les servir et ainsi passer inaperçus.
Pendant ce temps-là, Ian, Vrestin et quelques Opteras tentent de creuser un tunnel vers la surface. Rejointe par le Docteur et Vicki, Barbara tente un nouveau plan d'attaque visant à détruire Animus directement, puis le Docteur prête sa bague aux Menoptras et emprunte le destructeur de cellules. Après avoir décidé d'amener le destructeur de cellule directement dans le Carsinome, le Docteur et Vicki sont enveloppés soudainement par une épaisse toile d'araignée.

### The Centre
Toujours enveloppés, le Docteur et Vicki sont emmenés au centre du Carsinome. Pendant ce temps grâce à la bague du Docteur, Barbara et les Menoptras prennent le contrôle des Zarbis et engendrent la pagaille dans les lignes ennemies. Tandis que le Docteur et Vicki sont sur le point d'être engloutis, sans volonté, Barbara et son groupe arrivent au centre du Carsinome où les Menoptras sont attirés par la lumière émise par l'Animus. Par chance la sortie de Ian, Vrestin et des Opteras de la Terre distrait l'Animus qui se fera détruire par Barbara avant d'avoir pu nuire au Docteur et à Vicki.
La surface de Vortis retrouve sa lumière, l'eau coule à nouveau sur la surface de la planète et l'équipage du TARDIS peut repartir. Constatant leur disparition magique, les Menoptras décident alors de remercier leurs dieux pour avoir fait venir leurs sauveurs.

## Continuité
- Au début de l'épisode, Ian et le Docteur portent encore leurs habits de romains de l'épisode précédent.
- Barbara parle avec Vicki du bracelet en or qu'elle a obtenu de Néron dans ce même épisode, et celui-ci est la cause de sa sortie hors du TARDIS.
- Ian se plaint que sa cravate d'instituteur de la "Coal Hill School High" ait été abîmée par le Docteur. Il s'agit là du lycée où il était professeur dans « An Unearthly Child ».
- Le TARDIS dispose de gilets de densité pour ses passagers qui fonctionnent comme des combinaisons de cosmonautes sans casques.
- Dans l'époque de Vicki, les enfants apprennent la chimie, la médecine et la physique dès leur plus jeune âge grâce à des machines qui permettent d'apprendre en une heure par semaine. Vicki semble par contre ne pas avoir entendu parler de l'aspirine.
- La planète Vortis se trouve dans la galaxie d'Ipos. C'est aussi le lieu où résidera Face de Boe, considéré comme le plus ancien habitant de l'univers.
- C'est l'un des rares épisodes de la série où aucun des personnages secondaires n'est un humanoïde.
- Après « The Edge of Destruction » c'est la seconde fois que l'on semble voir la volonté propre du TARDIS puisqu'elle réussit à effrayer les Zarbis qui cherchent à rentrer à l'intérieur.
- Une semaine après la diffusion de l'épisode, le Docteur revenait sur Vortis dans une aventure sous forme de comic-book dans les numéros 693 à 698 du magazine "TV Comics". Dans cette histoire, nommée "On The Web Planet" et publiée du 27 mars au 1er mai 1965, le Docteur est accompagné de John et Gillian, ses deux petits enfants, et y affronte une nouvelle fois les Zarbis, contrôlés par des extraterrestres du nom de Skirkons[1].
- Animus reviendra dans d'autres épisodes en livres et en pièces radiophoniques comme "Return to the Web Planet" avec le cinquième docteur. Il est révélé dans le "Doctor Who Annual 2006" qu'elle ne fut réellement détruite que lors de la Guerre du Temps.

## Production

### Scénarisation
À la suite du succès des Daleks, la série va tenter de renouveler ce succès en inventant des monstres qui sortent du commun. Bill Strutton un scénariste Australien ayant déjà travaillé pour Chapeau melon et bottes de cuir et Le Saint en discute avec la productrice Verity Lambert et le "script editor" (responsable des scénarios) David Whitaker qu'ils vont engager afin qu'il développe de nouveaux ennemis pour le Docteur. Strutton se souvient des frayeurs qu'il avait eues avec des insectes étant petit et pense que le Docteur face à une colonie d'araignées géantes ferait un bon scénario. Le 28 septembre 1964, il est engagé pour écrire le scénario d'un épisode nommé provisoirement « The Webbed Planète » (La planète prise dans une toile d'araignée).
Strutton est averti que Jacqueline Hill devra prendre une semaine de vacances et écrit la partie « Escape to Danger » de façon qu'elle n'apparaisse pas dans le script, son personnage y étant emmené dans le cratère des aiguilles afin d'y travailler durement. À part le nom « Zarbi » issue de l'imagination de la femme de Strutton, la plupart des noms ont des origines latines : Menoptra et Optera viennent du mot lepidoptera, Prapillus et Hilion viennent de papillus, le Carsenome vient de « carsinoma » qui signifie une cellule cancéreuse et un Animus est un esprit malveillant. Devenu « script editor », Dennis Spooner suggérera à Strutton de créer des créatures larvaires semblables aux Zarbis pour cracher du poison. Strutton trouve aussi un moyen de lier cet épisode et l'épisode précédant en faisant du bracelet en or reçu par Néron un ressort dramatique de l'histoire.
La production étant contente de son épisode, Strutton était persuadé qu'il réécrirait pour Doctor Who. Pourtant, seul un épisode nommé « The Mega » lui sera commandé en 1970 par le « script editor » Terrance Dicks mais ne sera jamais utilisé.

## Pré-production
Le réalisateur Richard Martin déjà engagé sur « The Dalek Invasion of Earth » décidera d'engager des comédiens spécialisés en danse pour jouer le rôle des Menoptras, engageant une chorégraphe Australienne Roslyn de Winter pour les chorégraphies. Jugée douée par la production, elle tiendra le rôle de la Menoptra Vrestin. Daphné Dare s'occupera des variétés de costumes.

### Tournage
Le tournage commence le 4 janvier 1965 dans les studios d'Ealing, où Martin aura l'idée de rajouter des lentilles déformantes afin de suggérer l'atmosphère de la planète Vortis. Comme souvent, les scènes d'effets spéciaux furent filmées en premier, avec des scènes d'acide et d'invasion des Menoptras. Le véritable tournage ne commence que le 22 janvier au studio 1 de Riverside. Les costumes de Menoptras s'avèrent à ce moment-là peu souples et les scènes d'actions doivent être modifiées une nouvelle fois. Le 28 janvier, Maureen O'Brien apprend qu'elle est engagée pour trois nouveaux épisodes.
Le tournage des épisodes n'est pas sans problèmes : les acteurs oublient leur texte, les accessoires ont de nombreux problèmes et un des costumes de Zarbi se déchire et doit être réparé. Le tournage de la partie "Escape to Danger" doit être retardé car des séquences n'ont pas été livrées au studio et le décor du Carsenome n'est même pas près. L'équipe est face à des problèmes de caméras et un des comédiens en costume de Zarbi, ayant la vue restreinte par son costume, rentre dans une des caméras ; mais le tournage ayant 37 minutes de retard, ce passage est tout de même conservé dans l'épisode final.
La semaine d'après, Lambert sermonne Martin sur les comédiens et leur permet de changer de texte à la dernière minute car beaucoup d'entre eux ne sont pas capables de le retenir. Si les deux autres tournages se passent sans problème, celui de "The Centre" se termine avec des problèmes de son qui obligent le tournage à prendre 15 minutes de trop.
C'est à cette époque que William Russell commence à vouloir quitter la série, qu'il tourne avec de moins en moins d'enthousiasme tandis que Jacqueline Hill découvre qu'elle n'est pas créditée pour l'épisode "Escape to Danger" alors que lors des précédents épisodes, les acteurs de la distribution régulière, même malades ou en vacances, apparaissent dans le générique final. Elle tentera de faire en sorte d'être créditée lors des rediffusions, mais en vain. Ces déconvenues vont les amener vers leur départ de la série.
La musique de cet épisode fut composée par le groupe expérimental français Les Structures Sonores qui devait
initialement composer le générique de la série. Leur musique faite à l'aide de tubes en verre fut réutilisée pour l'épisode « Galaxy 4 ».

### Casting
- Durant le casting, l'un des acteurs, Peter Purves, fut jugé trop "bon" par le réalisateur Richard Martin pour jouer le rôle d'un Menoptra et fut revu en casting pour jouer le rôle de Steven Taylor dans l'épisode « The Chase ».
- L'acteur Martin Jarvis réapparaîtra dans la série dans les rôles de Butler dans « Invasion of the Dinosaurs » et du gouverneur Varos dans « Vengeance on Varos ».

## Diffusion et Réception
| Épisode | Date de diffusion | Durée | Téléspectateurs en millions | Archives   |
| --- | ----------------- | ----- | --------------------------- | ---------- |
| "The Web Planet" | 13 février 1965   | 23:57 | 13,5                        | Films 16mm |
| "The Zarbi" | 20 février 1965   | 23:20 | 12,5                        | Films 16mm |
| "Escape to Danger" | 27 février 1965   | 22:52 | 12,5                        | Films 16mm |
| "Crater of Needles" | 6 mars 1965       | 25:50 | 13,0                        | Films 16mm |
| "Invasion" | 13 mars 1965      | 26:04 | 12,0                        | Films 16mm |
| "The Centre" | 20 mars 1965      | 24:32 | 11,5                        | Films 16mm |
| La première partie fit 13,5 millions de téléspectateurs, le meilleur score d'audience que Doctor Who fera dans les années 1960. |                   |       |                             |            |

À l'époque, la production est optimiste et pense faire revenir les Zarbis pour un futur épisode.
L'épisode, qui fut un succès à l'époque et est regardée comme une tentative ambitieuse de faire un épisode rempli d'extra-terrestres divers avec un budget très réduit, est aussi pour une large part des fans de Doctor Who, l'un des épisodes qui a le plus mal vieilli : les effets spéciaux sont visibles, le rythme de l'épisode est lent et son histoire remplie de détails étranges. Certains spectateurs tests de la BBC laisseront des remarques comme : "Merci mon dieu, cet épisode est fini" ou "Doctor Who est l'une de mes séries favorites, mais récemment et spécialement durant ce dernier épisode la série est devenue trop stupide et je ne peux plus m'y intéresser".
Le site de la BBC recense les nombreuses fautes que l'on trouve dans cet épisode. Outre un extra-terrestre avec l'accent français, on peut voir : un Menoptra discuter avec un Zarbi en arrière-plan, des ailes qui se détachent lors d'une scène de mort, des acteurs qui attendent le signal avant de démarrer, on peut voir un technicien passer dans le champ, et l'on trouve 5 secondes où il ne se passe strictement rien.

### Critiques modernes
Rétrospectivement considéré comme l'un des plus mauvais épisodes de la série, il eut même le droit à une critique vidéo en 2012 par Nash sur le site "That Guy With the Glasses" dans lequel il estime l'histoire confuse et le son produit par les zarbis comme totalement insupportable. Toutefois, il trouve quand même des défenseurs, ainsi Max Braxton saluera en 2008 dans le "Radio Times" le travail apporté aux costumes ainsi que les décors "superbement atmosphériques" et l'effort de ne pas faire un épisode "bien contre mal". Toutefois il note que l'histoire n'a pas une once d'excitation et aurait pu être réduite en 4 parties. Neela Debnath de The Independent trouve qu'il s'agit d'un épisode ambitieux, mais atténué par la pauvreté du rendu.Le site "Den of the Geek" liste cet épisode dans les 10 épisodes de Doctor Who les plus sous-estimés de la série.

### Titres alternatifs
L'épisode est parfois appelée "The Zarbis" ou par son titre de travail "The Webbed Planet" ou "The Centre of Terror" (nom original que devait porter la partie "The Centre")

### Épisode perdus
Dans les années 70, la BBC avait pour habitude d'effacer les anciens épisodes de Doctor Who dans le but de faire des économies. Cet épisode fut longtemps cru perdu, mais des négatifs furent retrouvés dans une vente en Algérie en 1973. Cet épisode avait pour particularité d'annoncer comme prochain épisode « The Space Museum », l'épisode « The Crusade » n'ayant pas été vendu dans les pays musulmans. En 1984 quelques copies 16 mm furent retrouvées au Niger.

## Novélisation
Très populaire, il s'agira du deuxième épisode de Doctor Who à avoir été adapté en roman après « The Daleks ». C'est Bill Strutton lui-même qui s'attellera à cette novélisation, qui sera publiée en 1965 sous le titre "Doctor Who and the Zarbi". La nouvelle introduira le concept du "Zarbi Supremo" un immense Zarbi ayant le même rôle que celui de la reine de abeilles. La plupart des termes spéciaux sont changés et le Docteur est appelé "Docteur Who". En mai 1973, les éditions Target Book obtiennent les droits de ce roman et l'intégreront à leur collection de novélisation des épisodes de Doctor Who sous le numéro 73.  Le roman fut traduit en néerlandais en 1974 sous le titre "Doctor Who en de Zarbi's" et dans une version portugaise en 1983 sous le titre "Doutor Who e os Zarbi."

## Éditions VHS, CD et DVD
L'épisode n'a jamais été édité en français, mais a connu plusieurs éditions au Royaume-Uni et aux États-Unis.
- L'épisode est sorti en version double VHS en 1990.
- L'épisode a connu une réédition en DVD en 2005 avec des nombreux bonus.